# Prescott (Kansas)
Prescott – miasto w Stanach Zjednoczonych, w stanie Kansas, w hrabstwie Linn.